# TGF-α

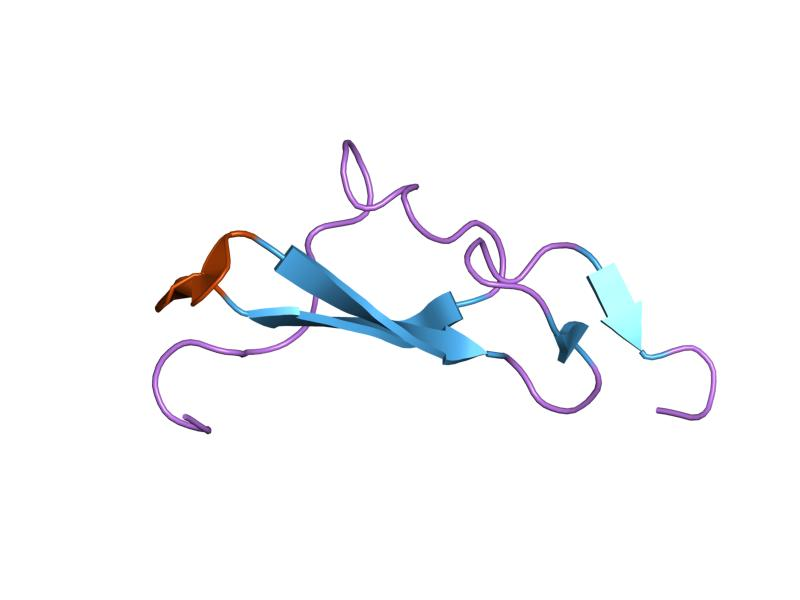
Lintdiagram van TGF-α als monomeer

Signaaltransductie

Transforming growth factor α, vaak afgekort als TGF-α, is een proteïne, gevonden bij muizen en mensen, dat bij mensen wordt gecodeerd door het TGFA-gen. Als lid van de epidermale groeifactor (EGF)-familie is TGF-α een mitogeen polypeptide. TGF-α heeft een molecuulmassa van 5,5 kDa. Het TGFA-gen van TGF-α ligt op chromosoom 2 (2p13).
TGF-α wordt geactiveerd wanneer het zich bindt aan receptoren die in staat zijn tot kinase-activiteit voor celsignalering.
TGF-α is een transformerende groeifactor die een ligand is voor de epidermale groeifactor receptor (EGFR), die een signaalpad activeert voor celproliferatie, celdifferentiatie en ontwikkeling. Dit proteïne kan fungeren als een transmembraangebonden ligand of een oplosbare ligand. Dit gen is in verband gebracht met veel soorten kanker en het kan ook betrokken zijn bij sommige gevallen van een gespleten verhemelte.

## Functie
TGF-α kan worden geproduceerd in macrofagen, hersencellen en keratinocyten. TGF-α induceert epitheliale ontwikkeling. Aangezien TGF-α een lid is van de EGF-familie, zijn de biologische acties van TGF-α en EGF vergelijkbaar. TGF-α en EGF binden bijvoorbeeld aan dezelfde receptor. Wanneer TGF-α bindt aan EGFR, kan het meerdere celproliferaties initiëren.  Celproliferaties waarbij TGF-α gebonden is aan EGFR omvatten wondgenezing en embryogenese. TGF-α is ook betrokken bij tumorogenese en wordt verondersteld angiogenese te bevorderen.
Er is ook aangetoond dat TGF-α de proliferatie van zenuwcellen stimuleert in de volwassen beschadigde hersenen.
TGF-α is belangrijk bij de controle van de proliferatie van gliacellen en Schwanncellen en de overleving van gedifferentieerde zenuwcellen. Binnen de ganglion spinale (DRG) worden TGF-α en zijn receptor voornamelijk tot expressie gebracht in kleine DRG-zenuwcellen en in satellietgliacellen die sommige grote of middelgrote zenuwcellen omringen. Zenuwletsel resulteert in upregulatie van TGF-α in satellietgliacellen en van zijn receptor in alle DRG-zenuwcellen van 1 tot meer dan 14 dagen.
TGF-α kan de vorming van osteoclasten en botafbraak stimuleren, zowel in vitro als in vivo.

## Synthese
TGF-α wordt binnen in gesynthetiseerd als onderdeel van een transmembraanprecursor van 160, 18-kDa (mens) of 159 (rat) aminozuren, genaamd pro-TGF-α. De precursor bestaat uit een extracellulair domein dat een hydrofoob transmembraandomein, 50 aminozuren van TGF-α en een cytoplasmatisch domein van 35 residuen bevat. In zijn kleinste vorm heeft TGF-α zes cysteïnen die via drie zwavelbruggen met elkaar verbonden zijn. Gezamenlijk delen alle leden van de EGF/TGF-α-familie deze structuur. Het eiwit is echter niet direct gerelateerd aan TGF-β.
Het N-terminus 99-aminozuurgebied van de precursor ondergaat heterogene N- en O-gekoppelde glycosylering, waardoor de schijnbare grootte toeneemt tot 20 tot 22 kDa. N-gekoppelde glycosylering is vereist voor rijping in sommige, maar niet alle, celtypen. Deze structurele heterogeniteit wordt waargenomen in de oplosbare TGF-α, die in schijnbare grootte varieert van 6 tot 20 kDa. Naast glycosylering en zwavelbrugvorming wordt pro-TGF-α covalent gemodificeerd door palmitoylering (C16:0) van twee cysteïneresiduen (153 en 154) die zich nabij de C-terminus bevinden.
Pogingen om een molecuul te synthetiseren dat de activiteit van TGF-α vermindert en dat een vergelijkbaar biologisch profiel vertoont, hebben beperkt succes opgeleverd.
In de maag wordt TGF-α geproduceerd in het normale maagslijmvlies. Er is aangetoond dat TGF-α de maagzuursecretie remt.

## Receptor
Een 170-kDa geglycosyleerd proteïne, bekend als de epidermale groeifactor receptor, bindt aan TGF-α, waardoor het polypeptide in verschillende signaalroutes kan functioneren. De EGFR wordt gekenmerkt door een extracellulair domein met talrijke aminozuurmotieven. EGFR is essentieel voor een enkel transmembraandomein, een intracellulair domein (met tyrosinekinaseactiviteit) en ligandherkenning. Als een membraanverankerde groeifactor kan TGF-α via een protease van een integraal membraanglycoproteïne worden afgesplitst. Oplosbare vormen van TGF-α die uit de splitsing voortkomen, hebben het vermogen om EGFR te activeren. EGFR kan ook worden geactiveerd vanuit een membraanverankerde groeifactor.
Wanneer TGF-α aan EGFR bindt, dimeriseert het en zorgt het voor fosforylering van een proteïnetyrosinekinase. De activiteit van proteïnetyrosinekinase zorgt ervoor dat er een autofosforylering plaatsvindt tussen verschillende tyrosineresiduen binnen EGFR, wat invloed heeft op de activering en signalering van andere eiwitten die in veel signaaltransductiepaden op elkaar inwerken.

## Onderzoeken bij mensen
Er is aangetoond dat de EGF/TGF-α-familie het gonadotropine-vrijzettend hormoon (LHRH) reguleert via een interactief gliaal-neuronaalproces. Geproduceerd in hypothalamische astrocyten, stimuleert TGF-α indirect de LHRH-afgifte via verschillende tussenproducten. Als gevolg hiervan is TGF-α een fysiologisch onderdeel dat essentieel is voor het initiatieproces van de vrouwelijke puberteit.
Er is ook waargenomen dat TGF-α sterk tot expressie komt in de nucleus suprachiasmaticus (SCN). Dit suggereert een rol voor EGFR-signalering bij de regulatie van het CLOCKgen en circadiaan ritmes binnen de SCN.  Vergelijkbare studies hebben aangetoond dat TGF-α, wanneer geïnjecteerd in het derde ventrikel, circadiaanse locomotorische gedragingen kan onderdrukken, samen met drink- of eetactiviteiten.
Overexpressie van TGF-α bevorderde de neoplastische transformatie van bepaalde epithelia.

## Tumoren
TGF-α toont potentieel gebruik als een prognostische biomarker in verschillende tumoren, zoals maagkanker. of melanoom. Verhoogde TGF-α wordt geassocieerd met het syndroom van Ménétrier, waarbij sprake is van een significante vergroting van de slijmvliesplooien (10-20 mm) en verbreding van het slijmvormende epitheel van de maag.